# Aniselytron
Aniselytron là một chi thực vật có hoa trong họ Hòa thảo (Poaceae).

## Loài
Chi Aniselytron gồm các loài: